# Nicolas Kalliklès
Nicolas Kalliklès (en grec Νικόλαος Καλλικλῆς) est un médecin éminent et un poète actif à la cour byzantine sous les règnes d’Alexis Ier Comnène (r. 1081–1118) et de Jean II Comnène (r. 1118–1143).

## Biographie
On connaît très peu de choses au sujet de la vie de Kalliklès. Ce que l’on en sait provient d'une brève mention dans l’Alexiade d'Anne Comnène, de sa correspondance avec Théophylacte d’Ohrid et de ses propres poèmes,. Médecin reconnu à la cour impériale avant 1108, il faisait partie des médecins qui, en 1118, soignèrent Alexis Ier pendant la maladie qui allait l’emporter. Selon l’Alexiade (XV.11.3), Kalliklès fut le seul à discerner la gravité de la situation de l’empereur et à suggérer l'emploi de purgatifs, mais ses collègues y étant opposés, son avis ne fut pas suivi.
Dans sa correspondance avec Théophylacte, Kalliklès apparaît comme un homme très instruit et cultivé, en possession d’une bibliothèque de qualité. En tant que poète de cour, il fut avec son contemporain Théodore Prodrome l’un des représentants majeurs du genre poétique panégyrique dédié aux principaux aristocrates du système comnénien ; ses thèmes majeurs étaient la richesse et l’ascendance noble. Il consacra également des poèmes à certains objets, comme des icônes, et plusieurs reliquaires portent des inscriptions qui lui sont attribuées.
On ne connaît pas la date de sa mort. Sa dernière composition connue est une épitaphe pour Jean II datant d’avant la mort de l’empereur, probablement vers 1142.